# Canon à eau
 (février 2014).
Si vous disposez d'ouvrages ou d'articles de référence ou si vous connaissez des sites web de qualité traitant du thème abordé ici, merci de compléter l'article en donnant les références utiles à sa vérifiabilité et en les liant à la section « Notes et références ».

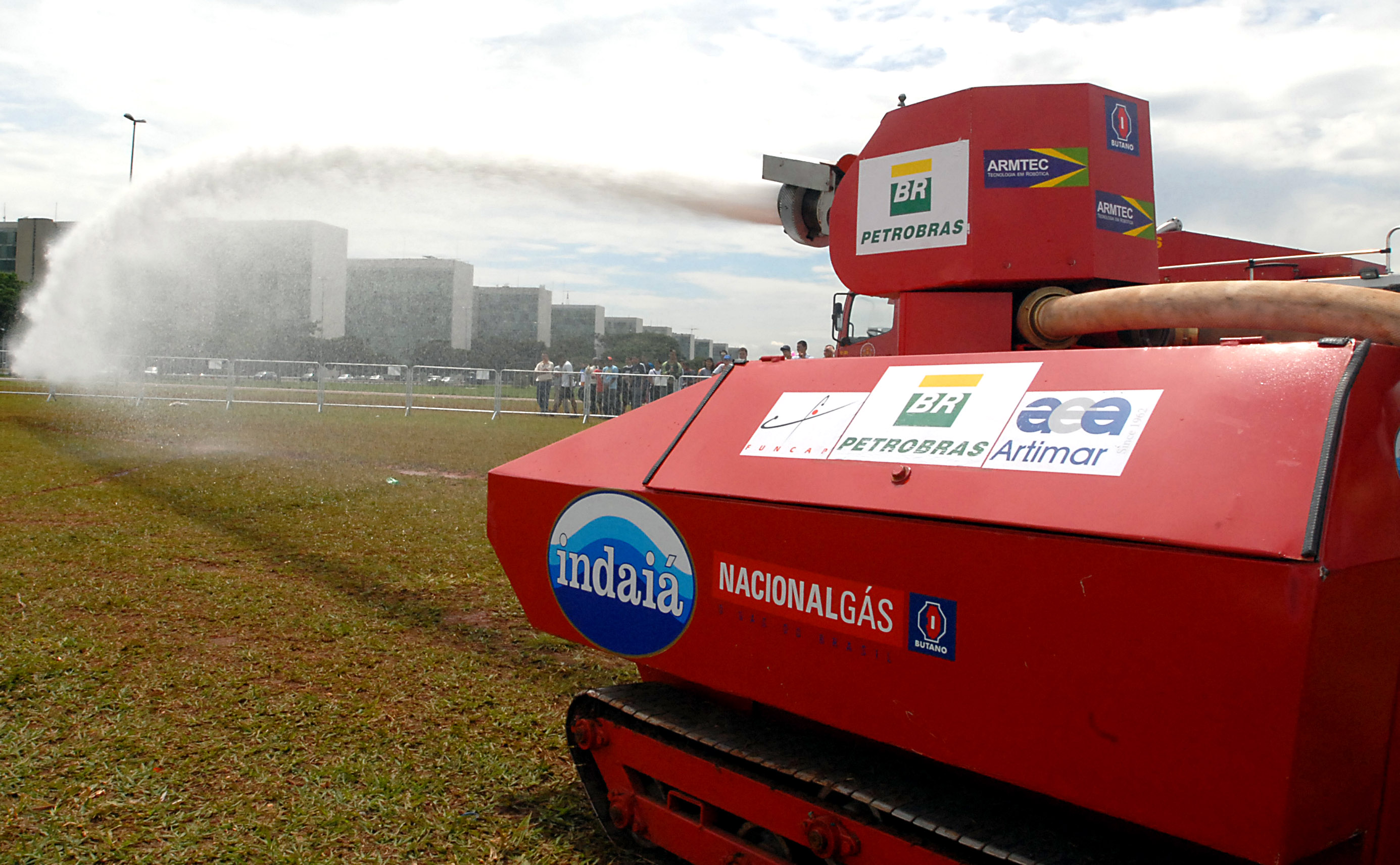
Canon à eau

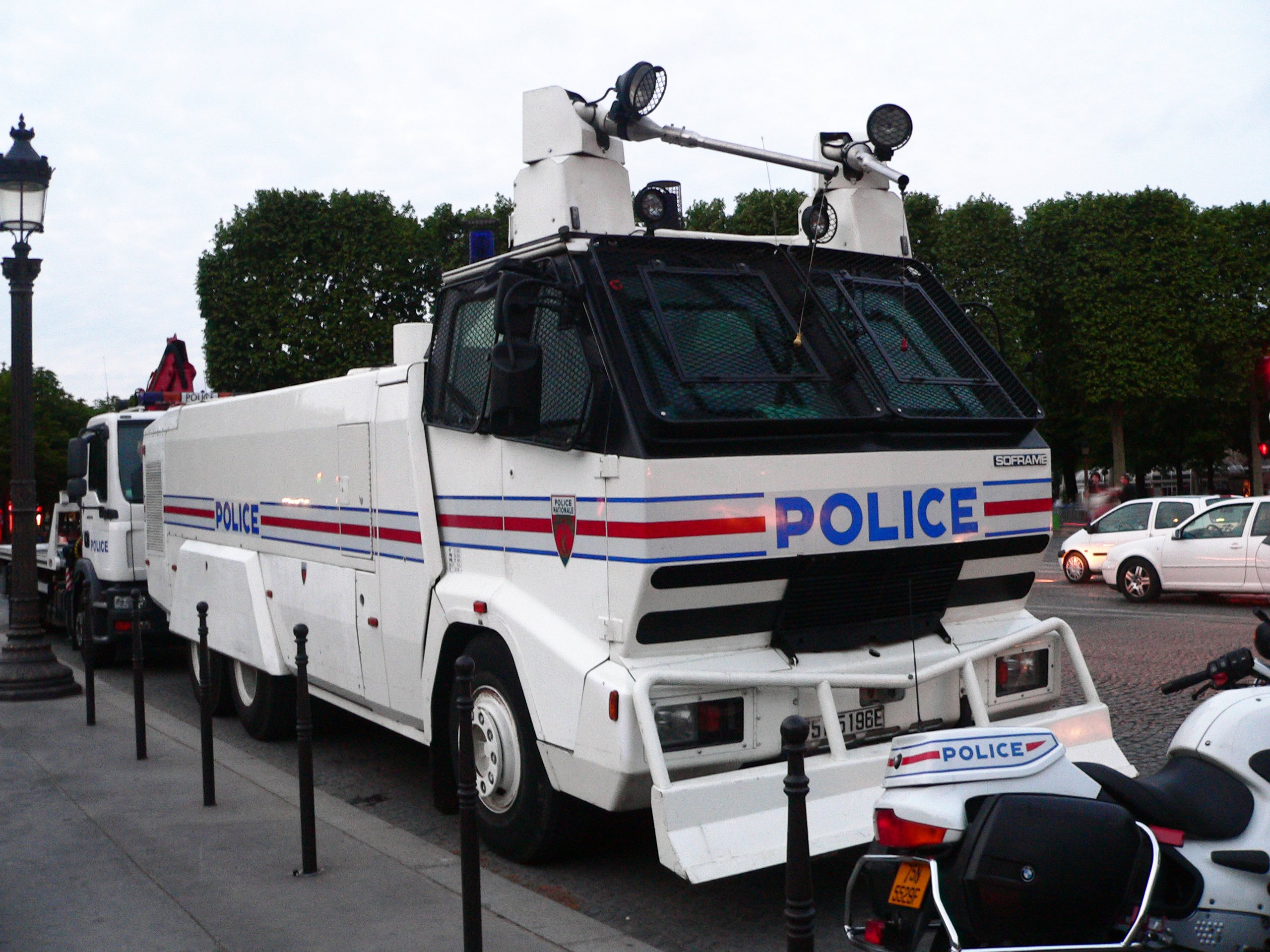
Canon à eau mobile de la Préfecture de Police en France.

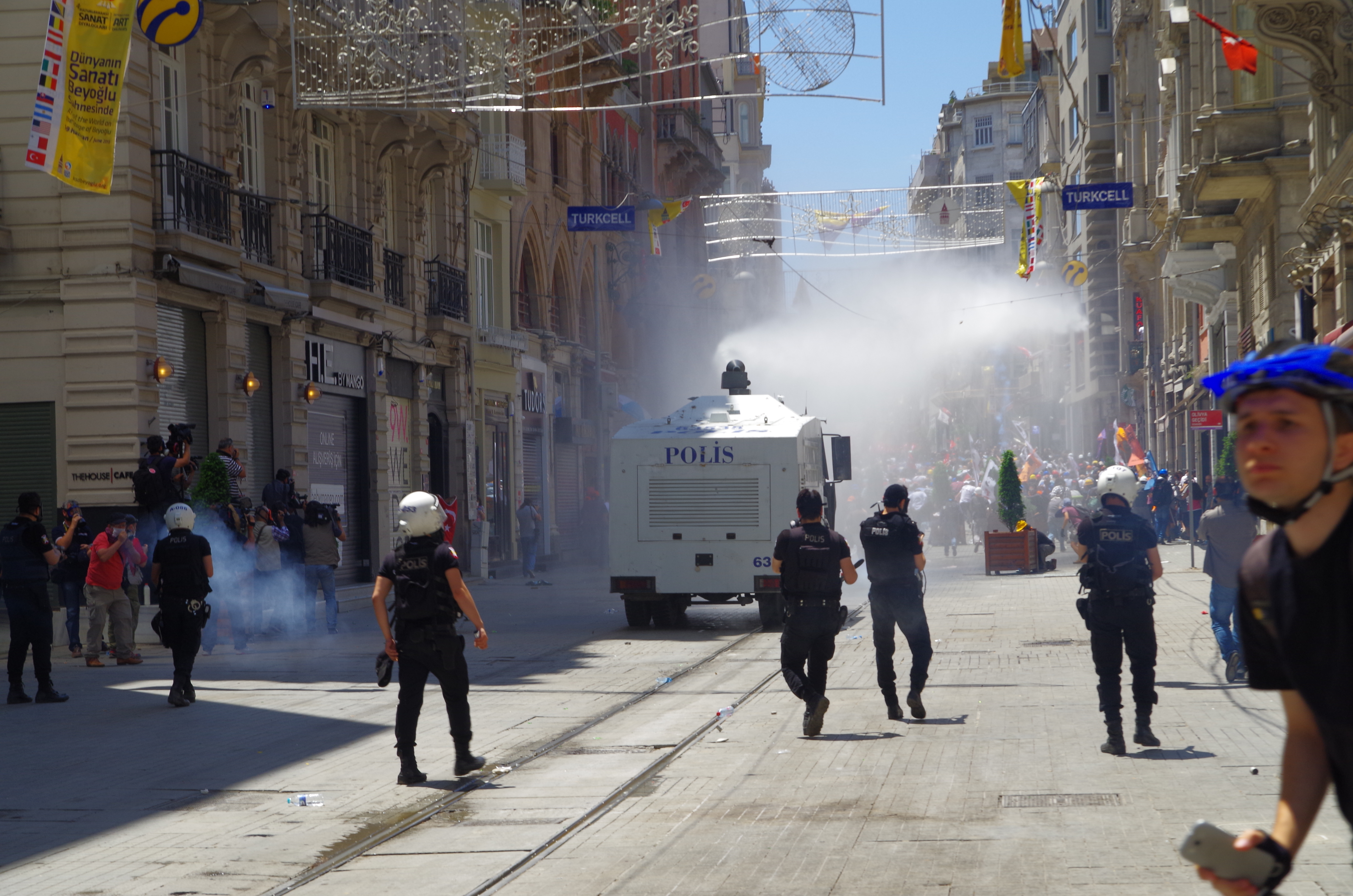
Un canon à eau de modèle TOMA à Istanbul en Turquie durant les manifestations de Gezi.

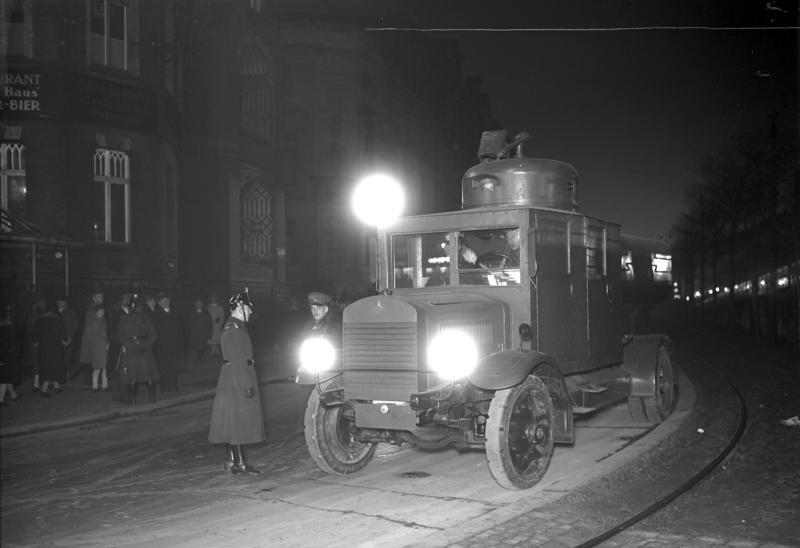
Canon à eau historique, Berlin 1930

Un canon à eau est un dispositif qui envoie de l'eau à haute pression. En règle générale, les canons à eau sont efficaces sur quelques dizaines de mètres et nécessitent un réservoir important compte tenu du débit. Ils trouvent une utilisation dans la lutte contre l'incendie et la police antiémeute. La plupart des canons à eau sont assimilés à la lance d'incendie.

## Lutte contre les incendies
Les canons à eau ont d'abord été conçus pour la lutte contre les incendies. L'extinction d'incendies à bord de bateau et de bâtiment près de l'eau était beaucoup plus difficile et dangereuse avant que les bateaux-pompes ne soient inventés. Le premier bateau-pompe de Los Angeles a été commandé le 1er août 1919. 
Les camions de pompiers distribuent de l'eau avec la même force et le même volume d'eau que le canon à eau, et ont même été utilisés dans des situations de lutte anti-émeute, mais ils sont rarement appelés canons à eau en dehors de ce contexte.

## Lutte antiémeute
Dans les versions les plus modernes, les lances à eau, sont contrôlées à distance par un joystick. Ces véhicules peuvent transporter 8000 litres d'eau, et ont un taux de livraison de 15 litres par seconde. L'eau peut être livrée par un flux continu, en impulsions, comme un jet dur ou en pulvérisation.
Les premiers canons à eau montés sur camion ont été utilisés pour le contrôle anti-émeute en Allemagne au début des années 1930.
Ils ont été largement utilisés aux États-Unis durant les années 1960 pour le contrôle anti-émeute. Bien qu'ils soient plus sûrs qu'une combinaison d'armes à feu, de gaz lacrymogène ou de matraques, leur utilisation comme arme non-létale a perdu la faveur des États-Unis.
Les canons à eau sont encore en usage à grande échelle en Allemagne, en Belgique (appelés « autopompes »), en France et d'autres parties de l'Europe ainsi que toujours aux États-Unis. 
En Grande-Bretagne, les canons à eau sont utilisés en Irlande du Nord. En dehors de ce territoire, l'autorisation du Parlement est nécessaire.

### Sécurité
Comme toute arme, l'usage nécessite des précautions.
Les canons à eau peuvent s'utiliser en jet indirect, vers le sol, ou en l'air, avec une trajectoire parabolique qui ralentit le jet, vers les jambes, ou non. Dans le cas d'usage vers le tronc ou le visage à courte portée, les risques médicaux sont élevés.
Des rapports anecdotiques indiquent que les gens peuvent s'éloigner d'une rencontre avec un canon à eau avec de graves blessures internes, comme une rupture de la rate. Si de telles blessures sont ignorées, la mort peut survenir plus tard. Un canon à eau haute pression moderne peut atteindre une pression allant jusqu'à 30 bars (3000 kPa) qui peut entraîner des fractures.
Le 30 septembre 2010, lors d'une manifestation de protestation contre le projet Stuttgart 21 en Allemagne, un manifestant a été frappé au visage par un canon à eau. Les blessures infligées à l'œil de l'homme a entraîné la perte quasi complète de la vue. L'imagerie graphique a été enregistrée, suscitant un débat national sur la brutalité policière et de proportionnalité dans l'usage de la force de l’État.
Selon un rapport publié au Royaume-Uni, l'utilisation de balles en plastique au lieu de canons à eau était justifiée parce que ces derniers « sont inflexibles et aveugles », bien que plusieurs personnes avaient déjà été tuées ou gravement blessées par des balles en plastique.
En France et notamment depuis le mouvement social des gilets jaunes, les canons à eau (ou engins lanceurs d’eau) sont utilisés par les forces de police pour maintenir l'ordre public.

### L'effet des médias
La présence des médias lors des émeutes ont eu un impact significatif sur l'utilisation des canons à eau. Il y a eu beaucoup de pression sur les services de police pour éviter une mauvaise publicité, et les canons à eau jouent souvent mal dans la presse. Il est considéré que c'est une raison probable qu'ils ne soient pas utilisés plus souvent dans certains pays.
Un affrontement qui a eu lieu dans l'ère de l'American Civil Rights Movement, où des canons à eau ont été utilisés par les autorités pour disperser les foules d'Afro-Américains qui protestaient, a conduit à la disparition de canons à eau aux États-Unis.

## Charge alternative

### Colorant
En 1997, de la teinture rose aurait été ajouté à l'eau utilisée par la police indonésienne pour disperser une émeute. L'implication est qu'ils pourraient utiliser cette marque pour rendre plus facile d'arrêter les émeutiers plus tard. Le Royaume-Uni, qui avait vendu le canon à eau à l'Indonésie, a condamné cette pratique, bien que la Royal Ulster Constabulary ait utilisé un canon à eau avec de la teinture pourpre pendant les troubles en Irlande du Nord mais plus tard approuvé la vente de canons à eau supplémentaires[pas clair]. Les canons à eau les plus modernes sont également capables d'ajouter des gaz lacrymogènes pour leur flux.

### Canon à eau électrifiée
Jaycor Tactical Systems a mené une expérience, en 2004, avec des additifs (sel et d'additifs pour réduire la rupture du flux en gouttelettes) qui permettrait à de l'électricité de passer à travers l'eau. Ils ont démontré la livraison d'une distance jusqu'à vingt pieds (6 m), mais n'ont pas encore testé l'appareil sur les gens.
Bien qu'on les appellent « canons à eau électrifiée », cette expérience a consisté à un jet d'eau beaucoup moins puissant qu'un canon à eau.

## Usage militaire
Au cours de la guerre israélo-arabe de 1973 et durant l’opération Badr, l’armée égyptienne a enfoncé la Ligne Bar-Lev, construite par les Israéliens le long du Canal de Suez, à l’aide de canons à eau. En effet, cette ligne de défense, pourtant réputée comme infranchissable, a été détruite par les égyptiens en pulvérisant de l'eau avec des canons sur la fortification composée principalement de sable.